# Paesia scaberula
Paesia scaberula là một loài dương xỉ trong họ Dennstaedtiaceae. Loài này được Kuhn mô tả khoa học đầu tiên..